# Nikon F-501

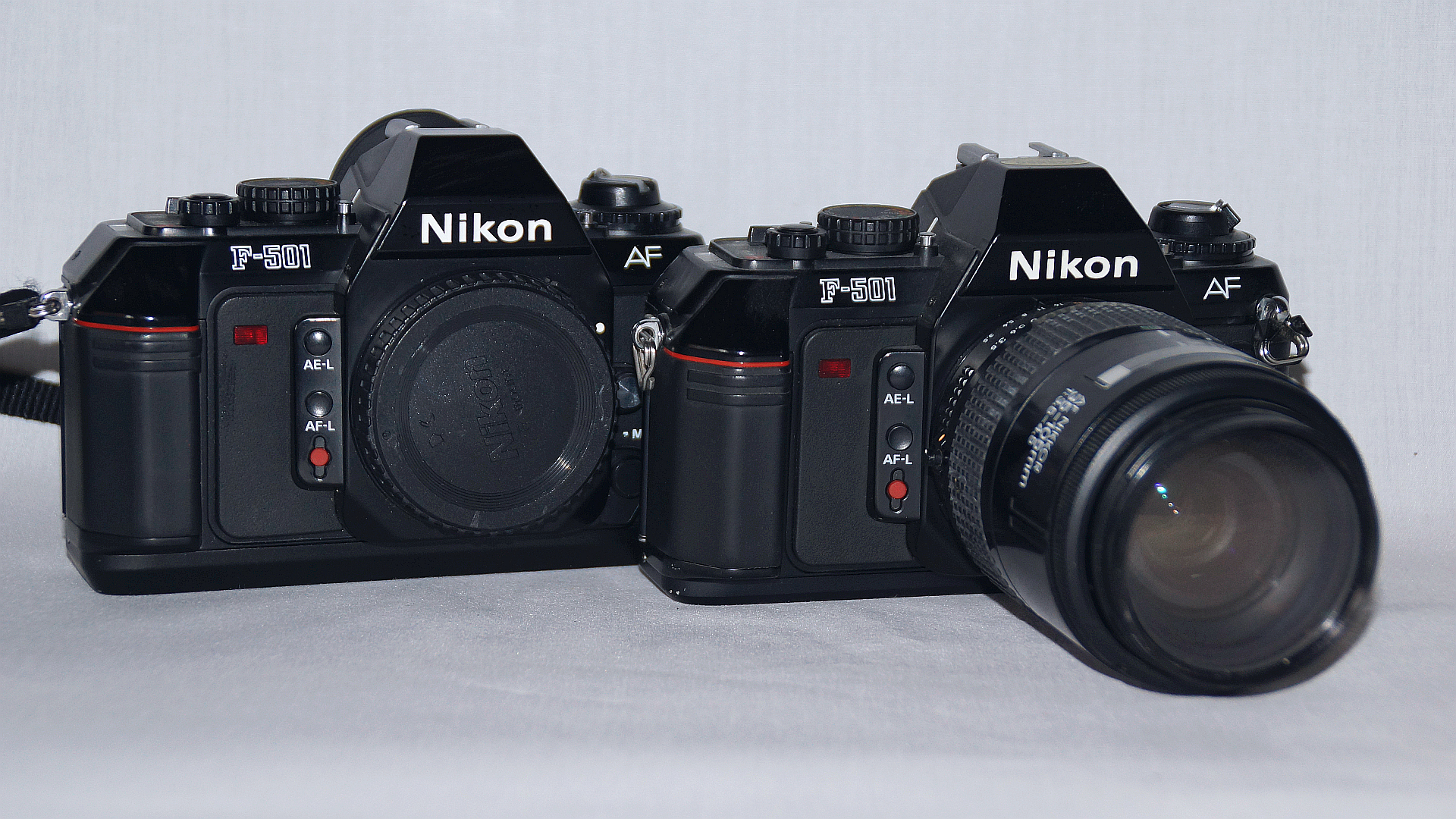
Nikon F-501 mit Nikkor AF 35-105mm

Die Nikon F-501 (in den USA und Kanada N2020) ist eine im August 1986 vorgestellte Spiegelreflexkamera des Herstellers Nikon. Äußerlich gleicht die F-501 der F-301. Sie ist – nach der speziellen F3AF, bei der motorisierte Autofokusobjektive zum Einsatz kamen – die erste Spiegelreflexkamera von Nikon mit im Gehäuse integrierten Aufzugs- und Autofokus-Motor auf dem Massenmarkt und zielte auf den Amateurfotografen ab.
Neben dem Autofokus verfügt die Kamera im Unterschied zur F-301 auch über die Möglichkeit, die Einstellscheibe zu wechseln, und DX-kodierter Film wird mit einer erweiterten Empfindlichkeit von ISO 25/15° bis 5000/38° abgetastet. Der Motor transportiert den Film im Serienbildmodus mit bis zu 2,5 Bildern in der Sekunde. Zurückgespult wird mit einer manuellen Transportkurbel.
Die Kamera wurde von Fachjournalisten aus neun Ländern zur „Kamera des Jahres 1986 Europa“ gewählt.